# Agrostis airaeformis
Agrostis airaeformis é uma espécie de gramínea do gênero Agrostis, pertencente à família Poaceae.